# Поварнина
Поварнина — деревня в Вагайском районе Тюменской области, входит в состав Фатеевского сельского поселения.

## География
Деревня находится не далеко от реки Инжура. Автомобильное сообщение. Остановка автобуса Поварнина в 800-ах метрах от деревни.

## Население
| 2010 |
| ---- |
| 4    |